# General Sherman-incidens
A General Sherman-incidens (hangul: 제너럴셔먼호 사건; Csenorol Sjomonho Szagon (Jeneoreol Syeomeonho Sageon)) egy amerikai szkúner, és Phenjan lakossága között 1866-ban lezajlott csata volt. Az amerikai hajó kereskedni akart a Csoszon (Joseon)beliekkel, akik megtagadták azt, mert törvény által tiltott volt idegen országokból érkezettekkel kereskedniük. Az amerikaiak továbbhajóztak a koreaiak engedélye nélkül, majd loptak a helyiektől, asszonyokat kényszerítettek a hajóra és keresztény röpiratokat terjesztettek. Erre válaszul a koreaiak megtámadták, majd felégették a megfeneklett hajót. Az incidenst követően az amerikaiak hadjáratot indítottak Kanghva (Ganghwa) szigeténél, és megpróbáltak felhajózni Szöulba, de három hét csatázást követően végül visszavonultak.

## Története
W. B. Preston amerikai kereskedő egy tiencsin (tianjin)i székhelyű brit cég küldöttjeként a General Shermannel (korábbi nevén Princess Royal) Koreába indult. A legénység tagjai: három amerikai (Page kapitány, Mate Wilson és a tulajdonos Preston) egy brit (George Hogarth); 13 kínai, és 3 maláj voltak. Robert Thomas misszionárius (koreai neve 최난헌; Cshö Nanhon (Choi Nan-heon) volt), aki Csefu (Zhifu)ban (napjainkban: Jantaj (Yantai)) katolikus iskolába járt, és tudott valamennyire koreaiul, tolmácsként csatlakozott hozzájuk. A hajó különféle árukkal megrakodva július 29-én elhagyta Tiencsin (Tianjin)t, augusztus 18-án pedig elérte a Tedong (Daedong) torkolatát.
A koreaiak küldöttje arról tájékoztatta az amerikai hajó legénységét hogy országuk nem kereskedhet külföldiekkel, és ezt a törvényt csak maga a király változtathatja meg, így a kormányzónak sincs hatásköre üzletelni. Mikor a küldött elhagyta a hajót, hogy jelentsen Phjongan (Pyongan) tartomány kormányzójának (aki akkoriban Pak Kjuszu (Park Gyu-su) volt) az amerikaiak felhajóztak egészen Mangjongde (Mangyongdae)-ig.

## Az incidens
Éjjeli heves esőzések nyomán a Tedong (Daedong) vize emelkedni kezdett, és magas hullámok sodorták a hajót. Az amerikaiak úgy gondolták, ez normális, így továbbhajóztak Janggak-to (Yanggak-do) szigetéig, ahol az ár elvonulása után megfeneklettek. A hajó kapitánya megengedte a misszionáriusnak, hogy hittérítésbe kezdjen a koreaiak körében, a legénység pedig lopott a helyiektől és asszonyokat hurcoltak a hajóra.
Pak (Park) magisztrátus Ri Hjonik (Ri Hyon-ik)et, a phenjani helyőrség parancsnok-helyettesét küldte fel a hajóra, négy tojással és egy üzenettel:
„Elértétek a város falát, holott azt kértük, maradjatok a Kupsza (Keupsa)-kapunál. Továbbra is kereskedni szeretnétek, holott tilos. Cselekedeteitek olyan súlyos helyzetet szültek, hogy tájékoztatnom kell királyomat, és neki kell döntenie sorsotokról.”
Az incidens Kodzsong (Gojong) király 3. uralkodási évében történt, az ország régense Hungszon (Heungseon) nagyherceg volt.

## A csata
A koreaiak mozgósításba kezdtek, ágyúkat, és hadigépezeteket vezényeltek a hajó közelébe. Mikor ezt az amerikaiak meglátták, túszul ejtették a parancsnok-helyettest. Pak (Park) nem törődve Ri-vel, támadási parancsot adott ki a hajó ellen. A küzdelem 4 napon keresztül folyt, rengeteg lakos figyelte a harcokat. Az amerikaiak közéjük is lőttek.
A koreaiak ekkor vetették be a teknőshajót, amit I Szunsin (Yi Sun-shin) kora óta használnak. A teknőshajó közelített az amerikai hajóhoz, de hiába adott le lövéseket rá, nem okozott komoly károkat benne.
Ekkor Pak Cshungvon (박춘권, Park Choong-gwun) kiképzőtiszt három csónakot összekötözött a város keleti kapujánál és megtöltötte őket tüzelővel. Ezután kénport és salétromot szórt a farakásokra. A csónakok mindkét oldalára köteleket kötöztek és meggyújtották.
Két sikertelen próbálkozás után a harmadik csónak meggyújtotta az amerikai hajót, amely legénysége ugyan megpróbálta eloltani a tüzet, de végül a vízbe kényszerültek ugrani.
A koreaiak ekkor bekerítették, és foglyul ejtették őket, mivel megpróbáltak elmenekülni. Pak (Park) kiképzőtiszt felsietett a hajóra és kimentette Ri parancsnok-helyettest. Néhányan a legénység tagjai közül fehér zászlókat lengettek, többségüket azonban a feldühödött koreaiak darabokba vágták, mielőtt elérték volna a partot.
Robert Thomas az egyike volt azoknak, akiknek sikerült a partig eljutniuk. Letérdelt, hogy utolsóként imádkozzon, és átadta Bibliáját hóhérnak mielőtt kivégezték. Az idegenek maradványait a koreaiak megtaposták, az ellenséges hajó pedig porig égett, nem maradt belőle más, csak a vasból készült merevítőbordái. Két-három ágyút zsákmányoltak a koreaiak, amiket kiállítottak Phenjanban. A korabeli jelentés szerint a csatában egy koreai katona, és 13 civil hunyt el.

## Következményei
A General Sherman-incidenst követően a Kínába delegált amerikai követ megpróbált bocsánatkérést kicsikarni a koreaiaktól, és kártérítést követelt a hajóért és az emberáldozatokért. A koreaiak ezt megtagadták, ennek következményeképp amerikai hadjárat indult az ország ellen 1871-ben, több száz haditengerész hetekig ostromolta Kanghva (Ganghwa) szigetét. Mintegy 350 koreai katona vesztette életét, a haditecnikailag fejlettebb amerikaiak alig szenvedtek el veszteségeket. Az amerikaiak ezt követően Szöul felé próbáltak felhajózni a Han folyón, ám erős ellenállásba ütköztek. Az amerikaiak három hétig küzdöttek a folyó torkolatánál, végül feladták, és visszavonultak.

## Észak-Korea szerint
Az észak-koreai források szerint a csatában részt vevő szárazföldi egységek főparancsnoka Kim Ir Szen (Kim Il-sung) dédapja, Kim Ungu (Kim Ung-u) volt.